# Ray Jackendoff
Ray Jackendoff (ur. 23 stycznia 1945) – amerykański językoznawca. Posiada tytuł doktora nauk humanistycznych.
W swoich badaniach zajmuje się lingwistyką generatywną oraz kognitywną, poświęcając wiele uwagi istnieniu wrodzonej gramatyki uniwersalnej oraz zagadnieniom języka z perspektywy współczesnej wiedzy o ludzkim umyśle. Prowadził badania w zakresie relacji pomiędzy komputacyjną teorią umysłu, składnią i świadomym postrzeganiem, a także analizą muzyczną. Jego teoria semantyki pojęciowej posłużyła jako podstawa do obszernej teorii językowej, której założenia opisane zostały w monografii z 2002 r., zatytułowanej Foundations of Language. Brain, Meaning, Grammar, Evolution. Jackendoff studiował m.in. pod kierownictwem Noama Chomsky’ego i Morrisa Halle’a na uczelni Massachusetts Institute of Technology, gdzie doktoryzował się w 1969 r.
W roku 2003 Ray Jackendoff otrzymał wyróżnienie Jean Nicod Prize w Paryżu.
Obecnie (2009) jest wykładowcą na prywatnej uczelni Tufts University w Stanach Zjednoczonych.